# 奈良地方検察庁
奈良地方検察庁（ならちほうけんさつちょう）は、奈良県奈良市にある日本の地方検察庁の一つで、奈良県を管轄している。略称は、奈良地検（ならちけん）。
奈良県を管轄しており、奈良市に設置されている本庁のほか、葛城・五條に支部を設置している。

## 所在地
- 本庁 - 奈良市登大路町1-1 奈良地方法務合同庁舎
- 葛城支部 - 大和高田市大字大中116-2
- 五條支部 - 五條市新町3丁目3-2

## 管轄
- 本庁
  - 奈良区検察庁（奈良市・大和郡山市・天理市・桜井市・生駒市・山辺郡・生駒郡）
- 葛城支部
  - 葛城区検察庁（大和高田市・橿原市・御所市・香芝市・葛城市・北葛城郡・高市郡・磯城郡）
  - 宇陀区検察庁（宇陀市・宇陀郡・吉野郡（東吉野村））
- 五條支部
  - 五條区検察庁（五條市・吉野郡（十津川村・野迫川村））
  - 吉野区検察庁（吉野郡（大淀町・下市町・黒滝村・天川村・吉野町・川上村・上北山村・下北山村））

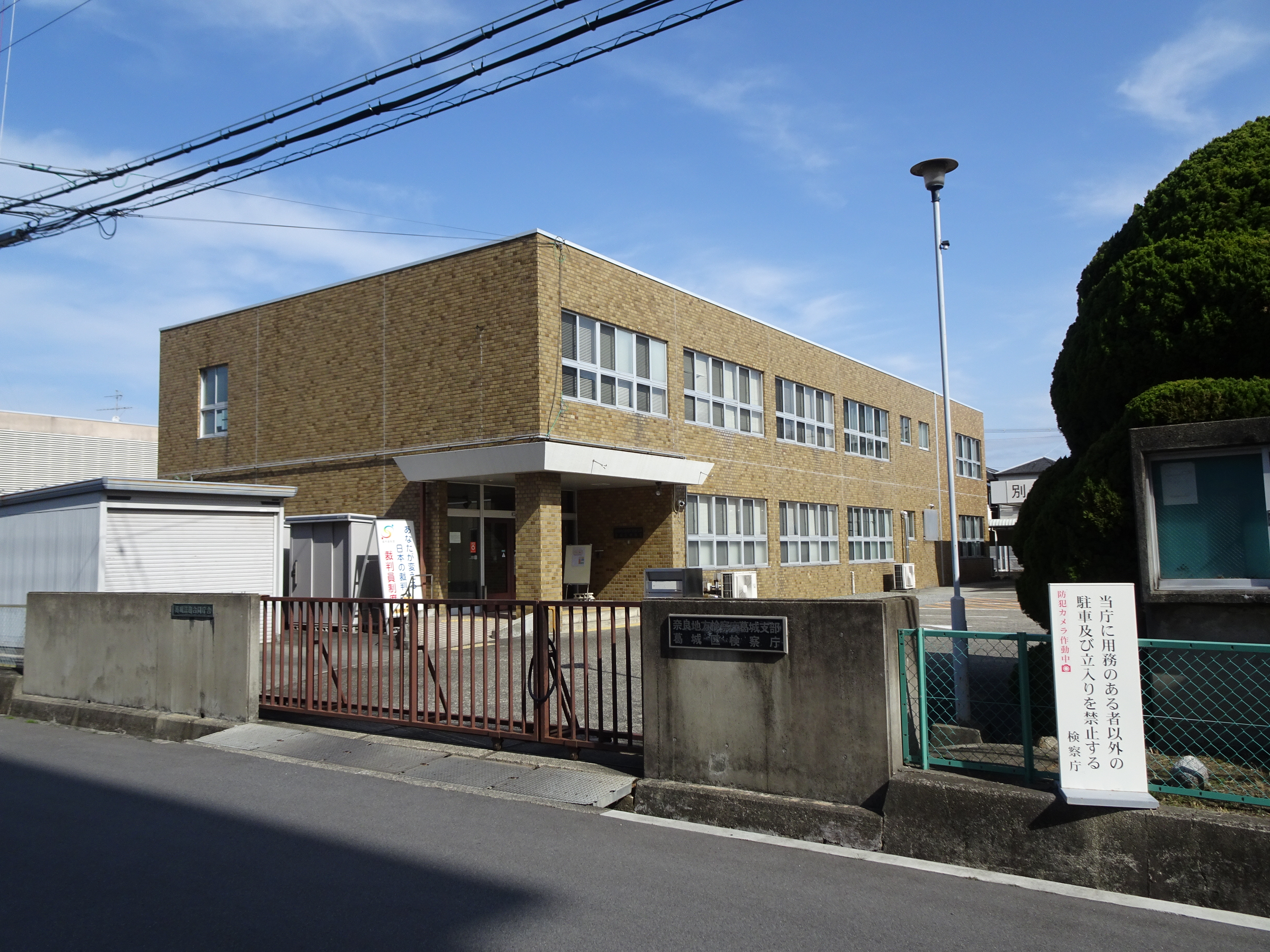
葛城支部
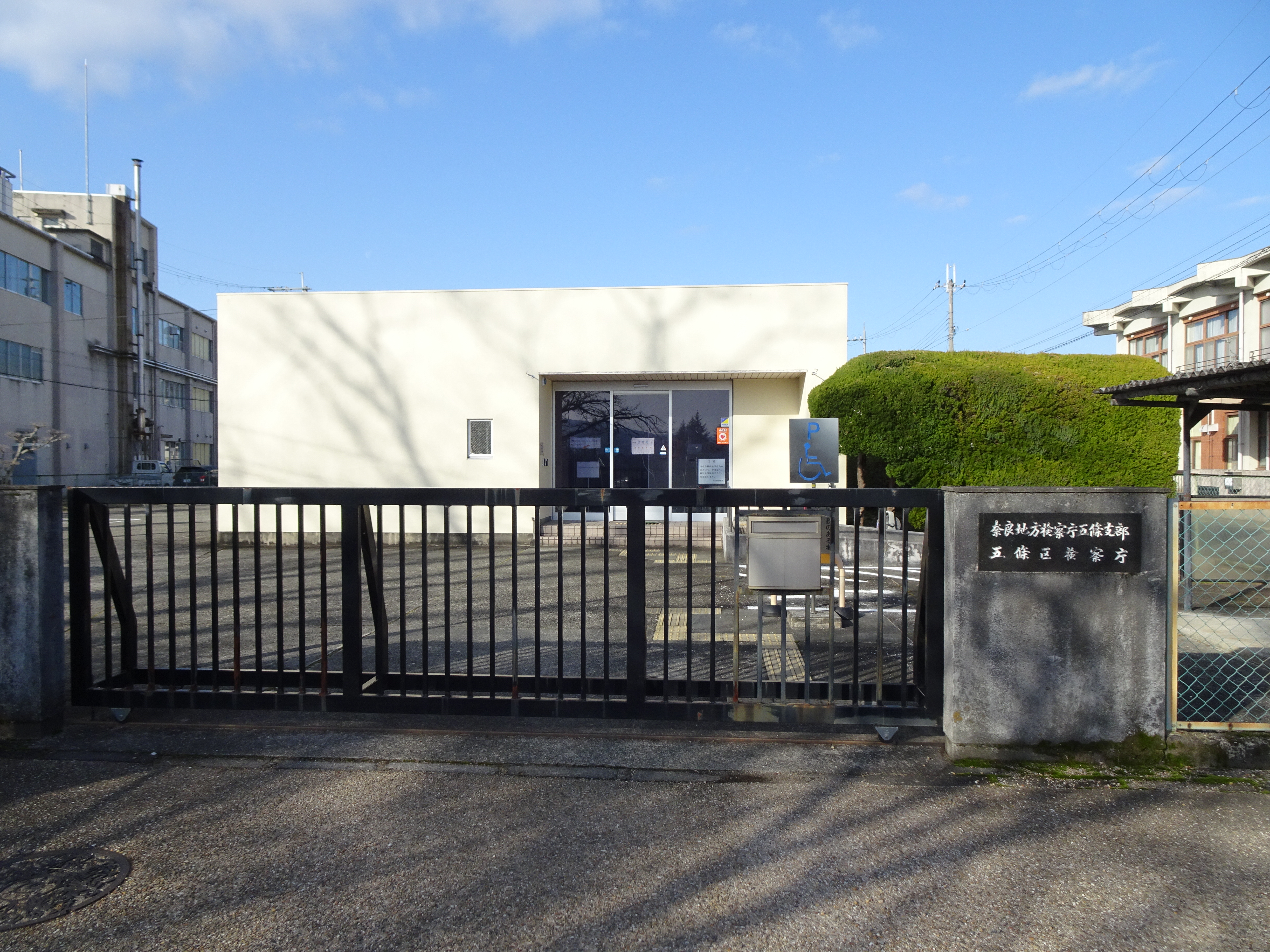
五條支部

## 不祥事

### DV被害者の個人情報を開示
ドメスティックバイオレンス(DV)を受け離婚した女性が、加害者の男性がその後再婚相手の子供を死亡させる傷害致死事件を起こした際、この女性は、居住地などの個人情報を開示しないことを条件に同地検に捜査協力した。ところが地検は、加害男性の弁護人に対し捜査情報を開示。このため被害女性は、加害男性から手紙が届くなどして精神的に苦痛を受けることとなり、2015年1月に同地検を相手取る形で、大阪地方裁判所に約200万円の損害賠償の支払いを求める訴訟を起こし、同月現在係争中である。